# AVN Award for Best New Foreign Starlet
L'AVN Award for Best New Foreign Starlet è un premio pornografico assegnato all'attrice emergente straniera votata come migliore dalla AVN, l'ente che assegna gli AVN Awards, riconosciuti come i migliori premi del settore (paragonabile al Premio Oscar).
Come per gli altri premi, viene assegnato nel corso di una cerimonia che si svolge a Las Vegas, solitamente nel mese di gennaio, dal 2020.
Viene considerato uno dei premi più prestigiosi della categoria in quanto spesso garantisce contratti lucrosi e la possibilità di scegliere tra molte case produttrici.

## Vincitrici e candidate

### Anni 2020
| Anno            | 2020 | 2021 | 2022 | 2023 | 2024 | 2025 |
| --------------- | --- | --- | --- | --- | --- | --- |
| Vincitrice      | Liya Silver                                                                                               | Eva Elfie | Romy Indy | Little Dragon | Rika Fane | Ada Lapiedra |
| Altre candidate | Ginebra Bellucci Angel Emily Gabi Gold Angelika Grays Megan Inky Nelly Kent Jia Lissa Lena Reif Mary Rock | Purple Bitch Rae Lil Black Anastasia Brokelyn Josephine Jackson Ellie Leen Kaisa Nord Poppy Pleasure Reislin Lana Roy Martina Smeraldi Mia Split Lika Star Marilyn Sugar Zaawaadi | Lilly Bella Sonya Blaze Emelie Crystal Serina Gomez Eden Ivy Stefany Kyler Lottie Magne Venera Maxima Freya Mayer Clara Mia Sia Siberia Ariana Van X Agatha Vega Taylee Wood | Lola Bellucci Scarlet Chase Kelly Collins Jayla DeAngelis Atlantis Deep Bonnie Dolce Scarlet Jones Catherine Knight Geisha Kyd Holly Molly Kate Quinn Zlata Shine Bella Tina Christy White | Vanessa Alessia Clemence Audiard Marie Berger Barbie Brill Lili Charmelle Sara Diamante Evelin Elle Megan Fiore Karina King Selva Lapiedra Lia Lin Serena Milano Mary Popiense Sofi Vega | Betzz Lily Blossom Cherry Candle Alice Hernandez Emiri Momota Liz Ocean Kama Oxi Anita Rover Barbie Rous Sandralyd Merida Sat Sladyen Skaya Bella Spark Ashby Winter |